# Jędrzejnica
Jędrzejnica – struga, lewostronny dopływ Mieni o długości 14,555 km i powierzchni zlewni 19,26 km². 
Płynie w województwie mazowieckim przez teren gminy Dębe Wielkie na terenie powiatu mińskiego i gminę Wiązowna w powiecie otwockim. Wypływa pod wsią Jędrzejnik i płynie m.in. przez Kąck, a następnie wpada do Mieni w okolicach dawnej wsi Wiązowna Kościelna.